# ناحیه العامره
ناحیه العامره (به عربی: دائرة العامرة) یک ناحیه در الجزایر است که در استان عین الدفلی واقع شده‌است.